# Tetřeví hora (Krušné hory)
Tetřeví hora je plochý vrchol v Krušných horách, ležící 5 km západo-severozápadně od Božího Daru a 2 km severovýchodně od Ryžovny. Vrchol je zalesněný převážně smrkovým lesem s rozsáhlými pasekami.

## Okolí
Jižní svah Tetřeví hory je poměrně mírný. Společným sedlem se sousední horou Nad Ryžovnou vede silnice mezi Božím Darem a Horní Blatnou, kterou kopíruje Blatenský vodní příkop postavený v letech 1540 až 1544, který přivádí vodu z Božídarského rašeliniště přes Ryžovnu a Horní Blatnou do Blatenského potoka.
Severní svah naopak strmě padá do údolí Zlatého potoka a tvoří Přírodní park Zlatý kopec. Zlatý Kopec je i jméno malé vesnice, nyní části Božího Daru. V 16. století šlo o významné středisko dolování cínových a v menší míře i železných, měděných a stříbrných rud. Od 16. století se zde těžily i rudy zinku a v polovině 20. století i uranu. Náplavy Zlatého potoka poskytly v minulosti i pár zrnek zlata a odtud zřejmě pochází i jeho název.

## Přístup
Na vrchol nevede žádná značená cesta. Nejlépe přístupný je ze silnice mezi Božím Darem a Ryžovnou, ze které u vodní nádrže Myslivny odbočuje na sever cyklostezka č. 2002. Ta po 500 m odbočuje prudce na západ a po dalších 1000 m dosahuje nejvyššího místa. Odtud je vrchol vzdálen asi 400 m severně, ve vzrostlém lese.